# Ellie Downie
Elissa Rebeca Downie (nascida em 20 de julho de 1999 em Nottingham) é uma ginasta artística que representa a Grã-Bretanha. Ela é a campeã europeia do individual geral em 2017, a primeira ginasta a ganhar o grande título geral para a Grã-Bretanha.

## Vida pessoal e carreira
Irmã mais nova da bicampeã europeia Becky Downie, Downie ganhou destaque pela primeira vez como uma excelente ginasta júnior nos Jogos Olímpicos de Verão da Juventude de 2014, ganhando quatro medalhas. Aos 15 anos, ela se tornou a primeira mulher britânica a ganhar uma medalha individual no Campeonato Europeu de Ginástica Artística, com um bronze em 2015. Mais tarde naquele ano, ela fez parte da equipe que ganhou a primeira medalha global por equipes da Grã-Bretanha, um bronze, no Campeonato Mundial de Ginástica Artística de 2015. No Campeonato Europeu de Ginástica Artística de 2017, ela fez história novamente ao se tornar a primeira britânica a vencer o individual geral em uma grande competição internacional.